# B*Witched
B*Witched(비위치드)는 아일랜드의 4인조 걸 그룹이다. 구성원은 에델 린치와 키비 린치 쌍둥이 자매, 린지 아모, 시네이드 오캐럴이다. 원래 1997년부터 2002년 사이에 활동했던 그들은 1998년부터 2000년 사이에 유럽과 북아메리카 양쪽에서 성공을 거두면서 2장의 음반과 8장의 싱글을 발표했는데 이들 음반은 영국 음반 차트 20위 안에 들었다. 그들의 첫 4장의 싱글인 《C'est la Vie》, 《Rollercoaster》, 《To You I Belong》, 《Blame It on the Weatherman》은 모두 영국 싱글 차트 1위에 올랐다.
2002년에 전 세계적으로 300만 장 이상의 앨범을 판매한 B*Witched는 그들의 음반 회사에 의해 떠나게 되었다. 곧이어 오캐럴이 떠나기로 결정하자 이들은 뿔뿔이 흩어졌다. 린치 자매는 2006년에 미즈 린치(Ms. Lynch)라는 그룹을 결성하면서 라이브 공연에서 B*Witched의 노래를 자주 공연했다.
B*Witched는 2012년 10월 18일에 리버티 X, 5ive, 허니즈, 아토믹 키튼을 포함한 당대의 다른 팝 그룹들과 함께 ITV2의 텔레비전 리얼리티 다큐멘터리 시리즈 《더 빅 리유니언》(The Big Reunion)을 위해 재결합할 것이라고 발표했다. 이 공연은 2013년 2월 26일에 해머스미스 아폴로에서의 컴백 공연을 앞두고 10년 만에 재회하고 리허설을 하는 6개 음악 그룹의 뒤를 이은 것이다. 공연의 성공과 해머스미스 아폴로에서의 공연의 티켓에 대한 높은 수요로 인하여 《더 빅 리유니언》의 라인업 또한 영국과 아일랜드를 순회하는 아레나 투어에 참가했다.
B*Witched는 2013년 5월에 신곡 《Love and Money》를 발표했다. 에델 린치는 2013년 10월에 진행된 라디오 인터뷰에서 B*Witched가 새로운 음반을 발표할 예정이라고 발표했다. B*Witched는 2014년 9월 28일에 《Champagne or Guinness》라는 제목의 EP 음반을 발매했다.

## 경력

### 1996년 ~ 1998년
B*Witched의 멤버 4명은 모두 음악가 가문 출신이며 어린 나이부터 뛰어난 음악가였다. 시네이드 오캐럴이 차고에서 아르바이트 정비공으로 일하던 키비 린치(보이존의 멤버였던 셰인 린치의 여동생 가운데 한 명)를 만나면서 두 사람이 친구가 되었다. 린지 아모는 킥복싱 수업 도중에 키비 린치를 만났다. 키비 린치와 시네이드 오캐럴은 1996년에 키비 린치의 일란성 쌍둥이 자매인 에델 린치와 함께 음악 그룹을 결성하기로 결정했다. 그들은 원래 버터플라이 팜(Butterfly Farm)이라고 불렸고 나중에 아모가 합류하면서 4인조가 되었다. 이 그룹은 B*Witched에 정착하기 전에 디자이어(D'Zire)와 시스터(Sister)라는 이름으로 실험을 했다. 밴드의 멤버들은 의도적으로 톰보이 이미지를 가꾸었고 젊은 관객들에게 어필하기 위해 어린 나이에 그들의 나이를 과소평가했다. 에델과 키비 린치 자매의 오빠인 셰인 린치는 매니저인 킴 엘로워스(Kim Ellowas)를 찾는 데에 일조했다. 에델과 키비 린치 자매는 1997년에 자신이 운영하고 있던 에픽 레코드(Epic Records) 산하 음반사인 글로웜 레코드(Glowworm Records)와의 계약에 서명했다. 이 레이블은 레이 헤지스(Ray Hedges)와 공동 운영했는데 레이 헤지스는 B*Witched의 모든 음반을 제작했다.
B*Witched는 1998년 5월 25일에 조비(Jobee) 20주년을 기념하기 위하여 벨실(Bellshill)에 위치한 로뮤어 초등학교(Lawmuir Primary School)에서 데뷔 싱글 《C'est la Vie》를 발표했다. 이 싱글은 엇갈린 평가에도 불구하고 영국 싱글 차트 1위에 올랐고 이 과정에서 B*Witched는 영국에서 음반 차트 1위에 오른 최연소 걸 그룹(나중에 슈가베이비스와 리틀 믹스가 이 기록을 깼음)이 되었다. 또한 미국에서는 빌보드 핫 100에서 9위에 올랐다. 후속 싱글인 《Rollercoaster》, 《To You I Belong》, 《Blame It on the Weatherman》 또한 영국 차트에서 1위를 차지했다. B*Witched는 미국의 애니메이션 시리즈 《사브리나》의 주제가도 불렀다. 1998년 10월에는 그들의 첫 정규 음반인 《B*Witched》를 발표했다. 이 음반은 영국 음반 차트 3위에 올랐고 영국에서는 2X 플래티넘(2X Platinum) 인증을 받았다. 이 앨범은 또한 미국 빌보드 200에서 12위를 기록하여 정점을 찍었고 미국에서 플래티넘 인증을 받았다.

### 1999년 ~ 2000년
B*Witched는 1999년에 영국 싱글 차트에서 4위에 오른 ABBA(아바) 헌정 싱글 《Thank ABBA for the Music》에 참여했고 후속 음반인 《ABBAmania》에서는 〈Does Your Mother Know〉의 커버 버전을 녹음했다. 1999년에는 야붐 토이스(Yaboom Toys)가 B*Witched의 멤버들이 노래하는 인형을 제작했다. 또한 브리트니 스피어스와 함께 엔싱크(NSYNC)의 월드 투어 오프닝 무대를 선보였다. 데뷔 1년 만에 발매된 B*Witched의 2번째 정규 음반 《Awake and Breathe》는 영국 음반 차트에서 5위를 기록하면서 정점을 찍었고 플래티넘 인증을 받았다. 이 앨범의 싱글들은 이전 앨범들에 비해 덜 성공적이었는데 〈Jesse Hold On〉은 영국 싱글 차트 4위, 〈I Shall Be There〉는 영국 싱글 차트 13위, 〈Jump Down〉 영국 싱글 차트 16위를 기록했다.
유럽과 미국 순회를 마친 이후에 그들은 LFO, 블라크(Blaque)와 함께 《올 댓》(All That)의 뮤직 앤 모어 페스티벌(Music and More Festival)에서 공동 주연을 맡았고 이 밴드는 3번째 앨범 작업을 시작했다. 새 노래는 《Hold On》(영화 《프린세스 다이어리》에 수록됨), 토니 배질의 노래 《Mickey》(영화 《브링 잇 온》에 수록됨), 와일드 체리의 노래 《Play That Funky Music》을 커버해서 녹음했다. 《Mickey》, 《Play That Funky Music》의 커버 버전과 라이브 트랙은 미국에서 발매된 EP 음반 《Across America 2000》에서 《Does Your Mother Know》의 초기 커버 버전과 함께 수록되었다. 《Mickey》, 《Play That Funky Music》은 미국에서 발매된 EP 음반 《Across America 2000》에 수록되었다. 《Across America 2000》 음반은 B*Witched의 미국 무대 컴백을 위하여 제작되었지만 차트에 오르지는 않았다.

### 2001년 ~ 2002년
B*Witched는 2001년에 자신들의 3번째 음반을 발표하기로 결정했고 싱글로 발매될 앨범의 첫 노래로 《Where Will You Go?》를 선택했다. B*Witched는 2001년 7월 4일에 미국의 주간 텔레비전 의학 드라마인 《제너럴 호스피털》에서 게스트로 출연했다. 2001년 10월에 영상 치료가 끝난 이후에 B*Witched의 멤버들은 매니저로부터 전화를 받았을 때에 비행기를 타고 아프리카로 갈 예정이었다. 이들은 3집 음반 제작 과정이 진척되지 않고 있으며 음반사인 소니 뮤직 엔터테인먼트가 이를 삭제했다는 소식을 들었다.
B*Witched는 2002년 초반과 연내에 음악 그룹을 구성할 수 있는 또다른 레이블과 매니저를 찾았다. 2002년 6월에 소속 멤버들 사이에서 독립 아티스트로서 또다른 음반 레이블을 찾거나 새 음반을 발매하는 것에 관한 논의가 이루어졌다. 오캐럴은 그룹에서 탈퇴하기로 결정했다. 2002년 9월에는 3집 음반을 제작할 새로운 레이블에 관한 계약에 서명하지 못하게 되면서 그룹이 해체되었다.

### 2012년 ~ 현재
2012년 10월 18일에는 B*Witched가 ITV2의 텔레비전 리얼리티 다큐멘터리 시리즈 《더 빅 리유니언》(The Big Reunion)에 출연하기 위하여 당대의 다른 5개의 팝 음악 그룹인 허니즈(Honeyz), 911, 리버티 X(Liberty X), 5ive, 아토믹 키튼(Atomic Kitten)와 함께 재결합할 것이라는 보도가 전해졌다. 이 과정에서 블루(Blue)가 추가로 합류했다. 이 공연은 해머스미스 아폴로에서 열리는 주요 컴백 공연을 앞두고 각 그룹들이 각자의 밴드에서 자신들의 시대 이야기를 들려주는 것을 특징으로 한다.
B*Witched는 개혁하기 전에 "감정적인 맑은 공기" 회담을 열어야 했다. 에델은 2006년에 시네이드와의 사이가 틀어졌음을 인정하고 그 이후로는 서로 말을 하지 않았다. 이에 에델은 "제 생각에는 이 일을 하는 것에 대한 나의 가장 큰 걱정은 오직 하나뿐이고 시니어드입니다. 제가 다시 그녀의 몸 속에 있는 것에 대해 어떻게 느낄까하는 것뿐입니다."라고 밝혔다. 또한 린지는 "우리가 알지도 못했던 문제들 가운데 일부는 우리가 다시 함께 일해야 하는 이 기회에 직면하기 전까지는 반드시 거기에 있었습니다. 그리고 나서 우리는 '아, 좋아, 우리가 이것을 하기 위해서는 몇 가지를 해결해야 해.'라고 말했습니다. 모든 게 방금 일어났고 이 지경에 이르기까지는 어려웠습니다. 수다스럽고 수다스럽습니다. 하지만 우리는 지금 여기에 있습니다. 12년이 지났기 때문에 다시 B*Witched라고 불리는 것은 매우 초현실적입니다."라고 말했다.
《더 빅 리유니언》의 성공을 계기로 B*Witched는 2013년 5월에 영국과 아일랜드를 오가는 아레나 투어 《The Big Reunion》에 참가했다. 또한 텍스트 산타(Text Santa)에서 발매한 자선 싱글에서 위자드(Wizzard)의 노래 《I Wish It Could Be Christmas Everyday》를 녹음했다. 아모는 2013년 3월에 새로운 소재를 녹음하겠다고 발표했다. B*Witched는 2013년 5월 4일에 유튜브를 통해 홍보용 싱글 《Love and Money》를 발표했다. 에델 린치는 2013년 10월 3일에 투데이 FM과의 인터뷰에서 B*Witched가 3번째 음반을 녹음하고 있다고 발표했다. B*Witched는 2013년 12월 11일에 플레지뮤직(PledgeMusic)을 통해 새 음반을 공개한다고 발표했다. B*Witched는 2014년 9월 28일에 《Champagne or Guinness》라는 제목의 EP 음반을 발표했다. B*Witched는 2016년 2월 12일에 2014년에 발표한 《Champagne or Guinness》 EP 음반에 수록된 2곡, 2장의 정규 음반에 수록되어 있던 노래들을 수록한 컴필레이션 음반 《C'est la Vie - The Collection》을 발표했다. B*Witched는 2017년에 아토믹 키튼, 리버티 X 등과 함께 오스트레일리아를 순회할 계획이라고 밝혔다.

## 구성원
- 린지 아모 (Lindsay Armaou): 백 보컬 (1997년 ~ 2002년, 2012년 ~ 현재)
- 에델 린치 (Edele Lynch): 리드 보컬 (1997년 ~ 2002년, 2012년 ~ 현재)
- 키비 린치 (Keavy Lynch): 백 보컬 (1997년 ~ 2002년, 2012년 ~ 현재)
- 시네이드 오캐럴 (Sinéad O'Carroll): 백 보컬 (1997년 ~ 2002년, 2012년 ~ 현재)

## 음반 목록

### 정규 음반
- 《B*Witched》 (1998년)
- 《Awake and Breathe》 (1999년)

### EP 음반
- 《Across America 2000》 (2000년)
- 《Champagne or Guinness》 (2014년)

### 컴필레이션 음반
- 《C'est la Vie》 (2006년)
- 《C'est La Vie: The Collection》 (2016년)